# Kazimierz Czyż (1925–1953)
Kazimierz Czyż, ps. Stasiek, Wicher (ur. 1 marca 1925 w Wygadance, pow. łucki, zm. 1 kwietnia 1953 w Białymstoku) – żołnierz Armii Krajowej, Armii Krajowej Obywatelskiej, członek zrzeszenia Wolność i Niezawisłość.

## Życiorys
Kazimierz Czyż urodził się 1 marca 1925 we wsi Wygadanka (gmina Poddębce, powiat łucki) w rodzinie Józefa i Marianny z domu Krzepeckiej. Brat Henryka i Józefa. Mieszkał z rodziną we wsi Jasionowo koło Jeleniewa.
W 1943 roku został zaprzysiężony na żołnierza Polskiego Związku Powstańczego (kryptonim Armii Krajowej). Pełnił obowiązki łącznika i wywiadowcy. Jego przełożonym był Witalis Konikowski ps. Dąb z kompanii terenowej Jeleniewo.
Po wkroczeniu Armii Czerwonej kontynuował działalność konspiracyjną w Armii Krajowej i Armii Krajowej Obywatelskiej, a następnie w siatce konspiracyjnej WiN. W związku z dekonspiracją, na początku 1946 dołączył do patrolu dywersyjnego Mariana Piekarskiego ps. Ryś, a po jego aresztowaniu (7 kwietnia 1946 r.) przyłączył się do grupy Wacława Górskiego ps. Oko. W okresie od września 1946 do kwietnia 1947 pełnił funkcję łącznika Józefa Grabowskiego (ps. Cyklon, Mur, Przytulski), p.o. komendanta Obwodu Suwałki-Augustów WiN.
Ujawnił się 25 kwietnia 1947 r. w Suwałkach, po czym wrócił do domu rodzinnego w Jasionowie, gdzie pracował jako dozorca lasu. W październiku 1949 roku wyjechał do Wrocławia, gdzie pracował jako listonosz. Powrócił na Suwalszczyznę w marcu 1950 roku na wieść o aresztowaniu brata Henryka. Po powrocie został poinformowany o tym, że jest poszukiwany, w związku z czym zaczął się ukrywać. W kwietniu 1950 r. dołączył do oddziału partyzanckiego Piotra Burdyna (ps. Edward, Kabel, Mroźny) i Jana Sadowskiego ps. Blady, Komar, a w maju tego roku został dowódcą patrolu i zastępcą Burdyna. 20 lipca 1950 roku stoczył we wsi Płociczno bitwę z grupą operacyjną UB, MO i KBW, w której został ciężko ranny (rana głowy, przestrzelone ramię). Został ujęty w stodole we wsi Kukówko.
Po aresztowaniu został poddany trwającemu prawie dwa lata śledztwu prowadzonemu przez funkcjonariuszy Powiatowego Urzędu Bezpieczeństwa Publicznego w Suwałkach i Wojewódzkiego Urzędu Bezpieczeństwa Publicznego w Białymstoku. W czasie śledztwa był torturowany i szykanowany (m.in. nie udzielono mu pomocy medycznej, nie pozwalano się umyć, zakażono celowo wszawicą). Akt oskarżenia został sporządzony przez chor. Józefa Kierzka z PUBP w Suwałkach i zatwierdzony przez prokuratora por. Ryszarda Domańskiego z Wojskowej Prokuratury Rejonowej w Białymstoku. W czasie procesu w kwietniu 1952 r. Kazimierz Czyż oświadczył, że zeznania i podpis na akcie oskarżenia zostały na nim wymuszone biciem. Sprawa została odroczona i przekazana do powtórnego rozpatrzenia. Wyrok zapadł 13 października 1952 roku. Wojskowy Sąd Rejonowy w Białymstoku w składzie: mjr Zygmunt Pysiak jako przewodniczący oraz Czesław Baumgart i Marian Zimny jako ławnicy, skazał Kazimierza Czyża na karę śmierci. Najwyższy Sąd Wojskowy podtrzymał wyrok postanowieniem z dnia 8 stycznia 1953 roku, Rada Państwa nie skorzystała z prawa łaski. Już po zapadnięciu wyroku był bity przez funkcjonariuszy Służby Więziennej i UB.
Kazimierza Czyża stracono w białostockim więzieniu dnia 1 kwietnia 1953 r. Miejsce pochówku jest nieznane.
W 1992 roku Sąd Apelacyjny w Białymstoku uznał wyrok Wojskowego Sądu Rejonowego skazujący Kazimierza Czyża na śmierć za nieważny.
25 lutego 2016 roku bracia Kazimierz, Henryk i Józef Czyżowie zostali pośmiertnie odznaczeni przez Prezydenta RP Andrzeja Dudę Krzyżami Komandorskimi Orderu Odrodzenia Polski, a brat Julian i siostra Marianna Tylenda z domu Czyż, zostali uhonorowani Krzyżami Oficerskimi.